# Institut d'éducation secondaire
Pour les articles homonymes, voir IES.

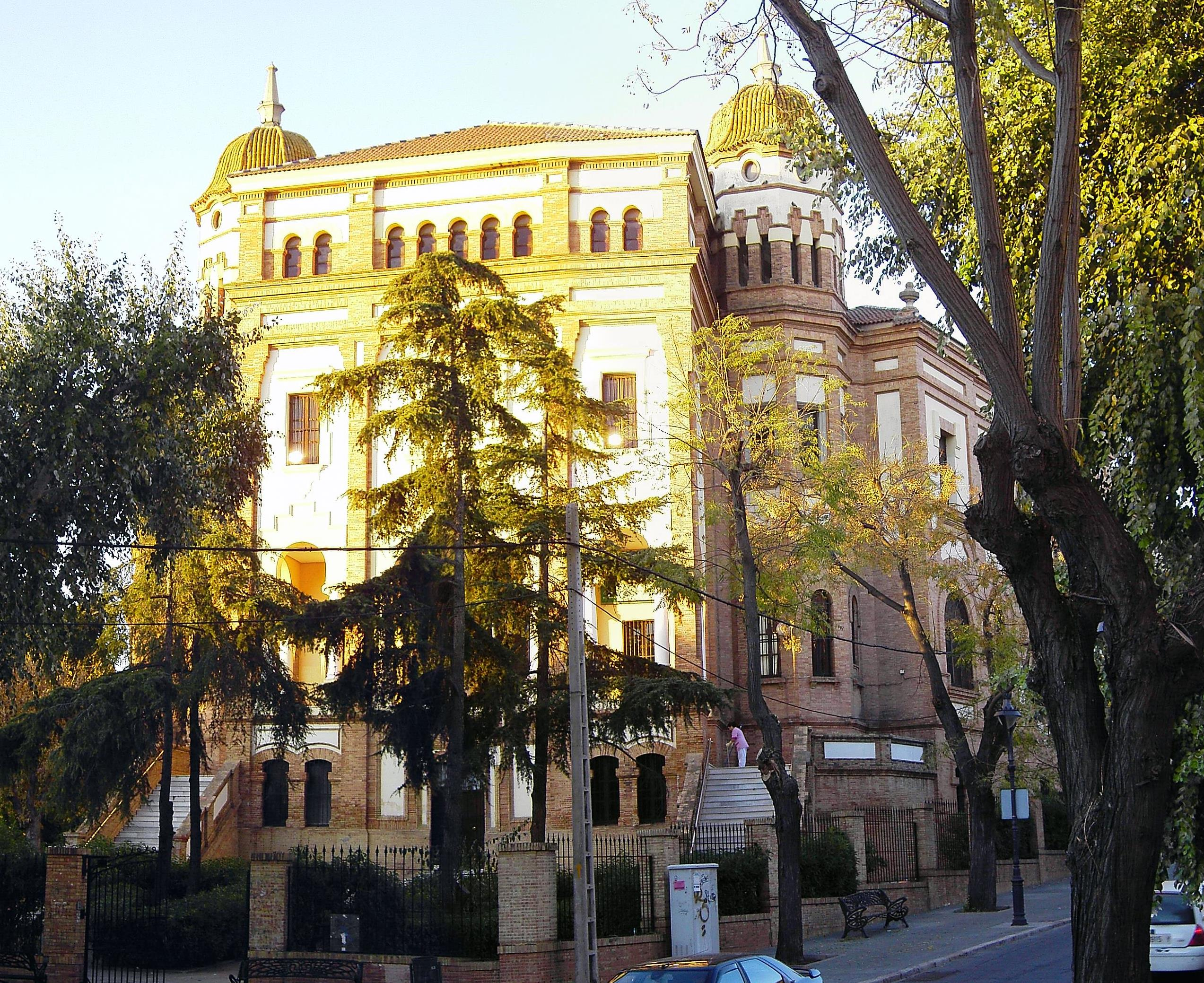
IES La Rábida, ancien Institut de Huelva.

Un institut d'éducation secondaire (en espagnol : Instituto de Educación Secundaria IES) est en Espagne une école publique d'enseignement secondaire.

## Fonctionnement
Il fonctionne tant pour la partie obligatoire (ESO (es), généralement entre 12 et 16 ans) que pour la partie non obligatoire (Bachillerato (es)), ainsi qu'un enseignement de formation professionnelle (cycles de formation de niveau moyen et supérieur), ainsi que d'autres programmes de « garantie sociale » ou d'« éducation compensatoire ». De nombreux IES n'assurent que l'ESO.